# Biserica Sfinții Voievozi din Pașcani
Biserica „Sfinții Voievozi Mihail și Gavriil” din Pașcani este un lăcaș de cult ortodox ctitorit în anul 1664 de către vistiernicul Iordache Cantacuzino. Ea se află pe Aleea Parcului nr. 5 (anterior Str. Ștefan cel Mare nr. 102), în centrul orașului Pașcani (județul Iași).
Biserica „Sf. Arhangheli Mihail și Gavril” din Pașcani a fost inclusă pe Lista monumentelor istorice din județul Iași din anul 2015 la numărul 1456, având codul de clasificare cod LMI IS-II-m-A-04213.

## Istoric
Prima atestare documentară a localității Pașcani se află într-un hrisov de danie din 8 aprilie 1419, fiind menționat cu statutul de sat. Într-un alt document al domnitorului Alexăndrel, dat la 2 iulie 1453, se precizează că satul Pașcani se află pe moșia boierului Oană Pașcă, de la care i se trage și numele. În secolul al XVII-lea, moșia satului a ajuns în proprietatea boierilor Cantacuzino.
Boierul Iordachi Cantacuzino a îndeplinit rangul de mare vistiernic la curtea domnească de la Iași, în timpul domniei lui Vasile Lupu (1634-1653). Marele boier era cumnat cu domnitorul, soția sa Catrina Bucioc fiind soră cu Doamna Tudosca, întâia nevastă a domnitorului.
Printr-un zapis din 31 martie 1637, marele vistiernic Iordachi Cantacuzino a obținut o jumătate din satul Pașcani de la un grup de mari boieri, tranzacție în care un rol important l-a avut Doamna Tudosca. Între anii 1640-1650, boierul a construit un palat pe muchia dealului Pașcanilor, care străjuia Valea Siretului și întreaga moșie. El este considerat fondatorul ramurii boierești Cantacuzino-Pașcanu.
Marele vistiernic a murit în anul 1664, stăpâna moșiei devenind soția sa, Alexandra. Moșia a fost stăpânită de boierii cantacuzini timp de peste un secol, devenind apoi proprietatea familiei Bălășescu. În toamna anului 1812, moșia a fost cumpărată de vistiernicul Iordache Rosetti-Roznovanu, apoi a fost moștenită de fiul său, Neculai Rosetti-Roznovanu. Acesta a vândut proprietatea colonelului Eugeniu Alcaz. Următorii proprietari au devenit apoi membrii familiei Brătianu. În anul 1946, moșia Pașcani Deal a fost expropriată de către Comitetul Local pentru Reformă Agrară din comuna Pașcani (județul Baia), de la ultimul proprietar, profesorul Gheorghe I. Brătianu.
În imediata vecinătate a palatului, vistiernicul Iordache Cantacuzino și a doua sa soție, Alexandra, au ctitorit în anul 1664 Biserica „Sf. Voievozi” din Pașcani. Deasupra intrării se află o pisanie în limba slavonă. Lăcașul de cult a suferit unele refaceri în anul 1807.
Printre preoții care au slujit aici este de menționat preotul Mihai Mocanu (1938-2009), care a funcționat ca paroh al acestei biserici (1980-2004) și protopop al Protopopiatului Pașcani (1976-1990).

## Arhitectura
Biserica „Sf. Voievozi” din Pașcani are plan trilobat, cu absidele laterale mici, având alipit pe latura sudică a pronaosului un exonartex supraînălțat de un turn-clopotniță. 

## Imagini

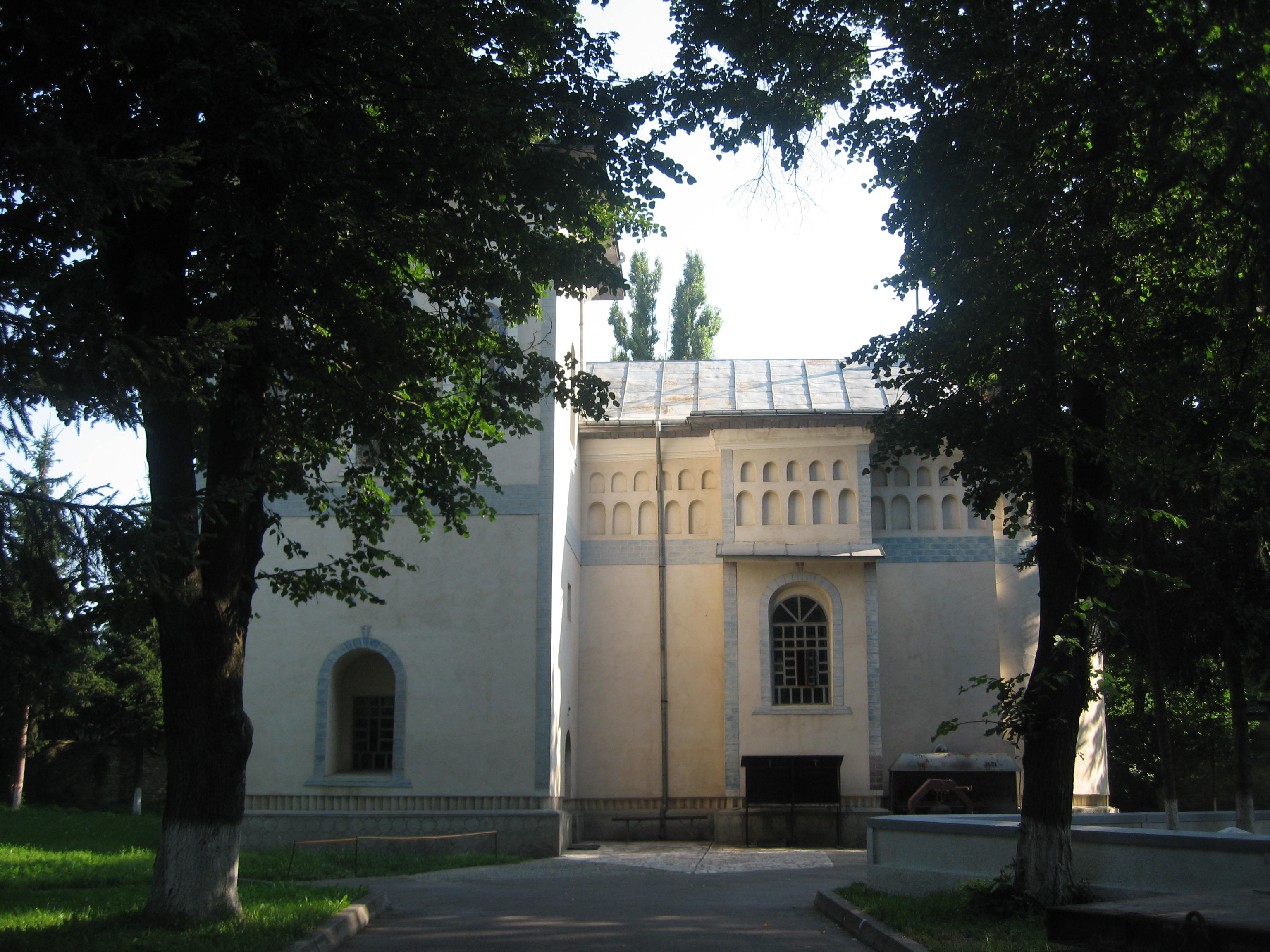
Latura sudică
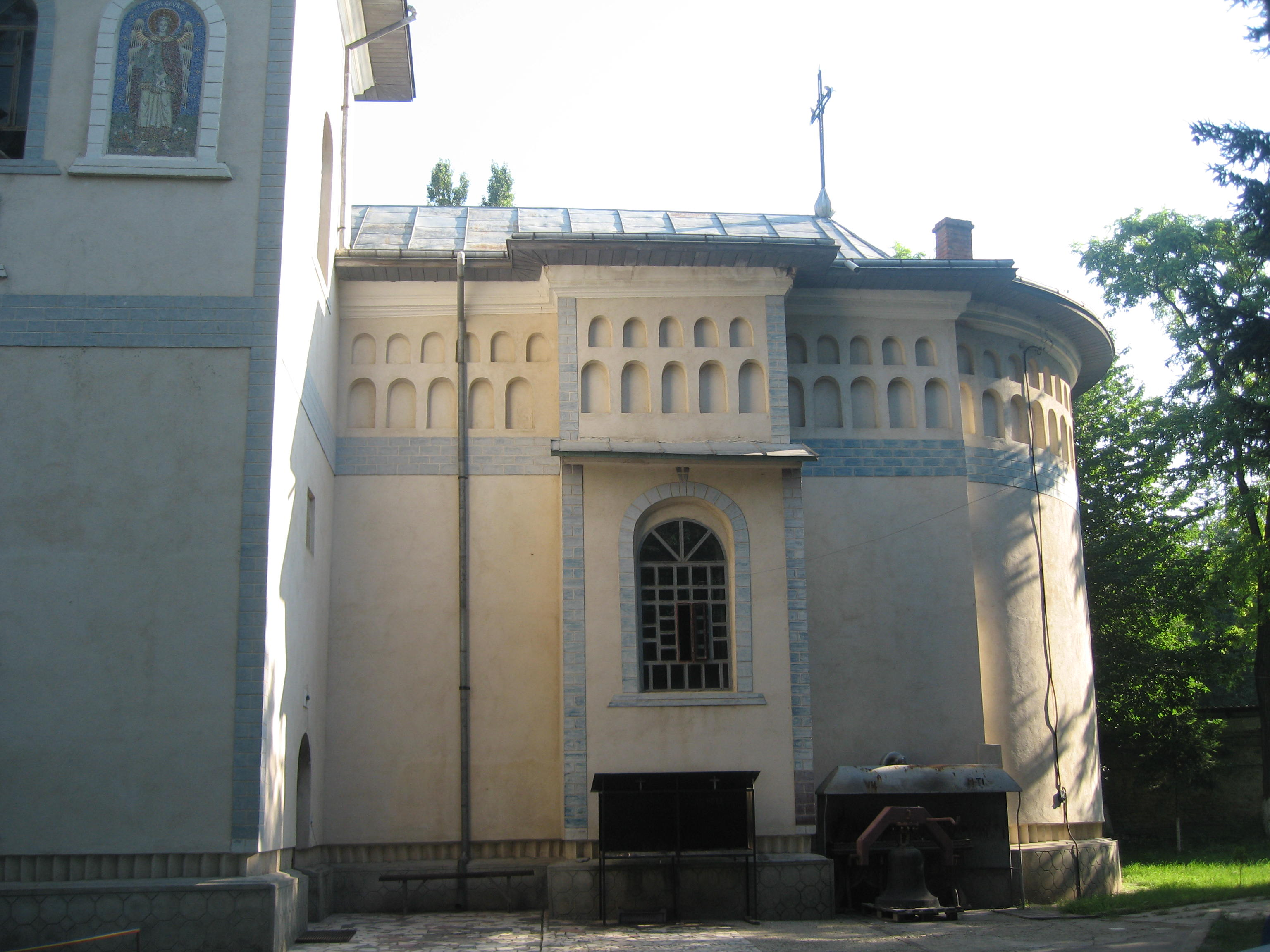
Latura sudică - detalii
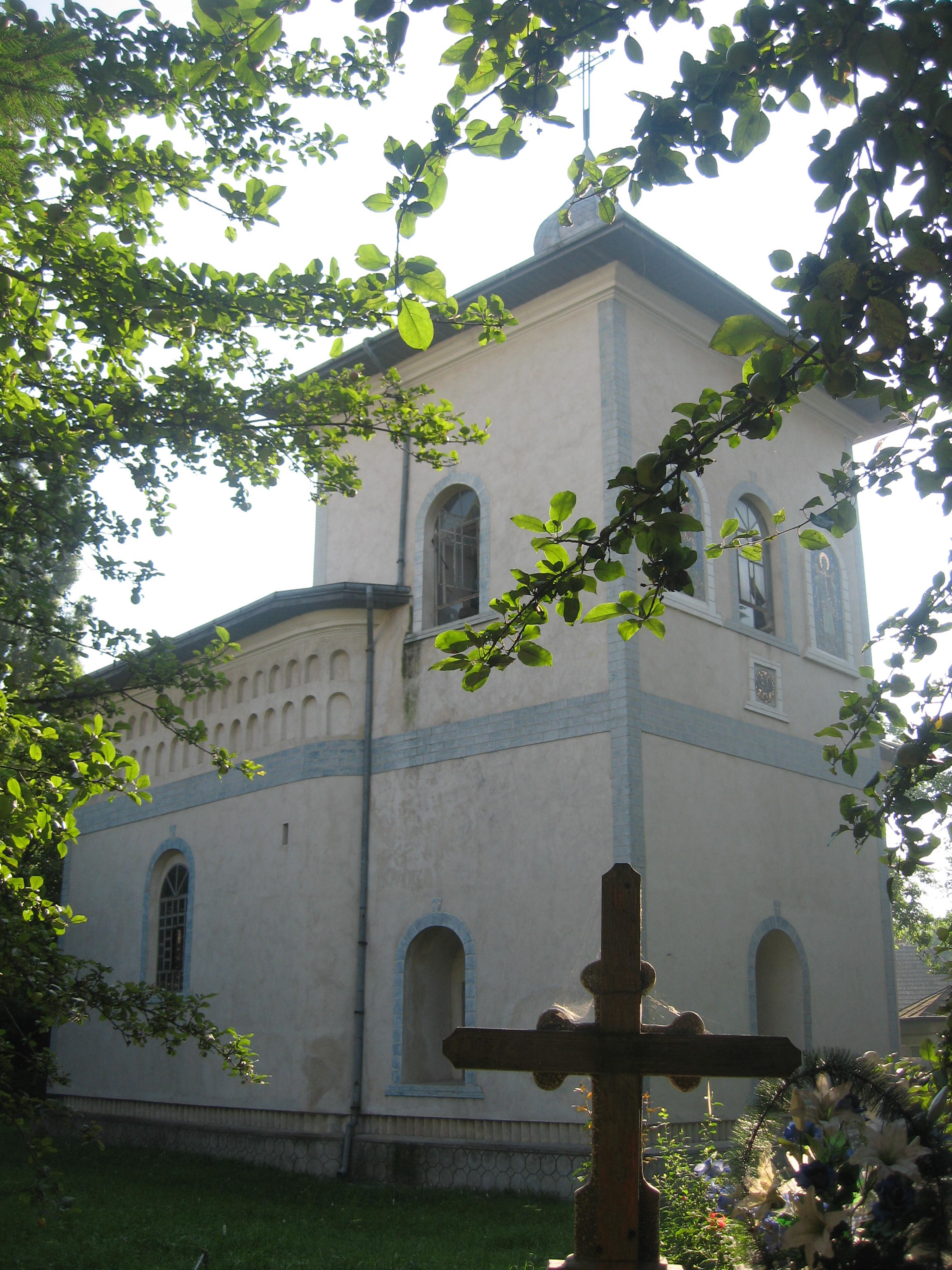
Biserica văzută dinspre sud-vest
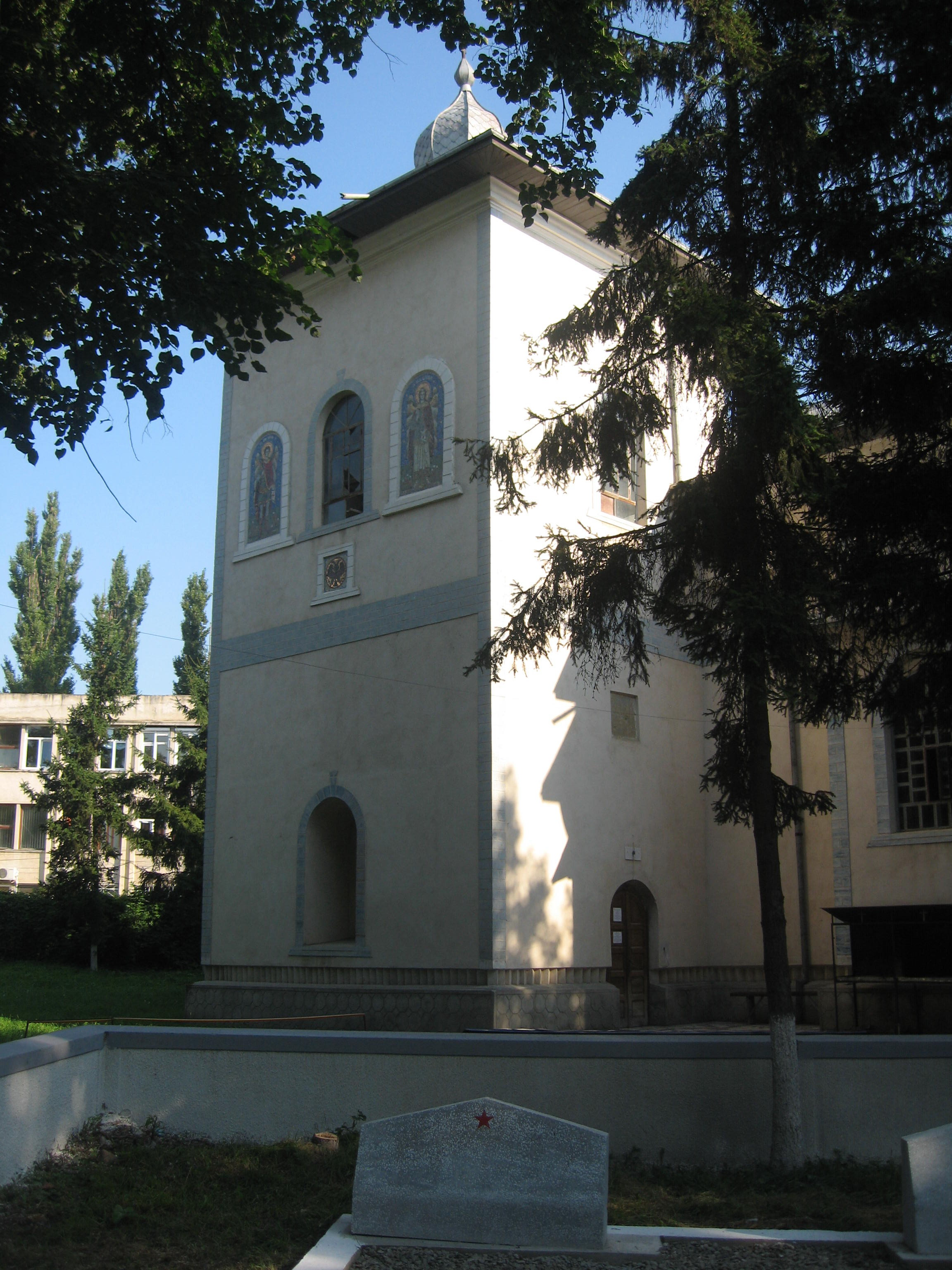
Exonartexul
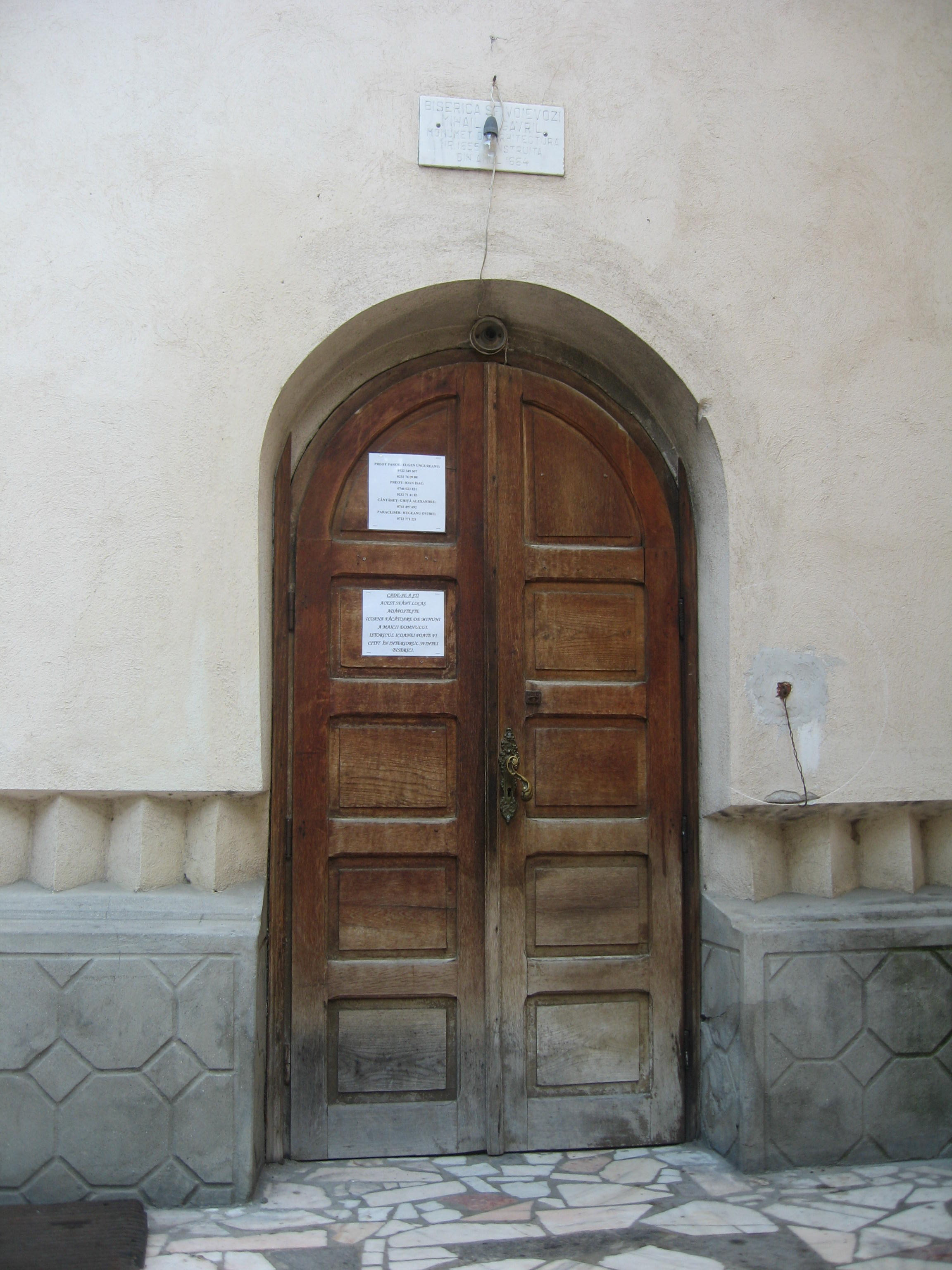
Intrarea în biserică
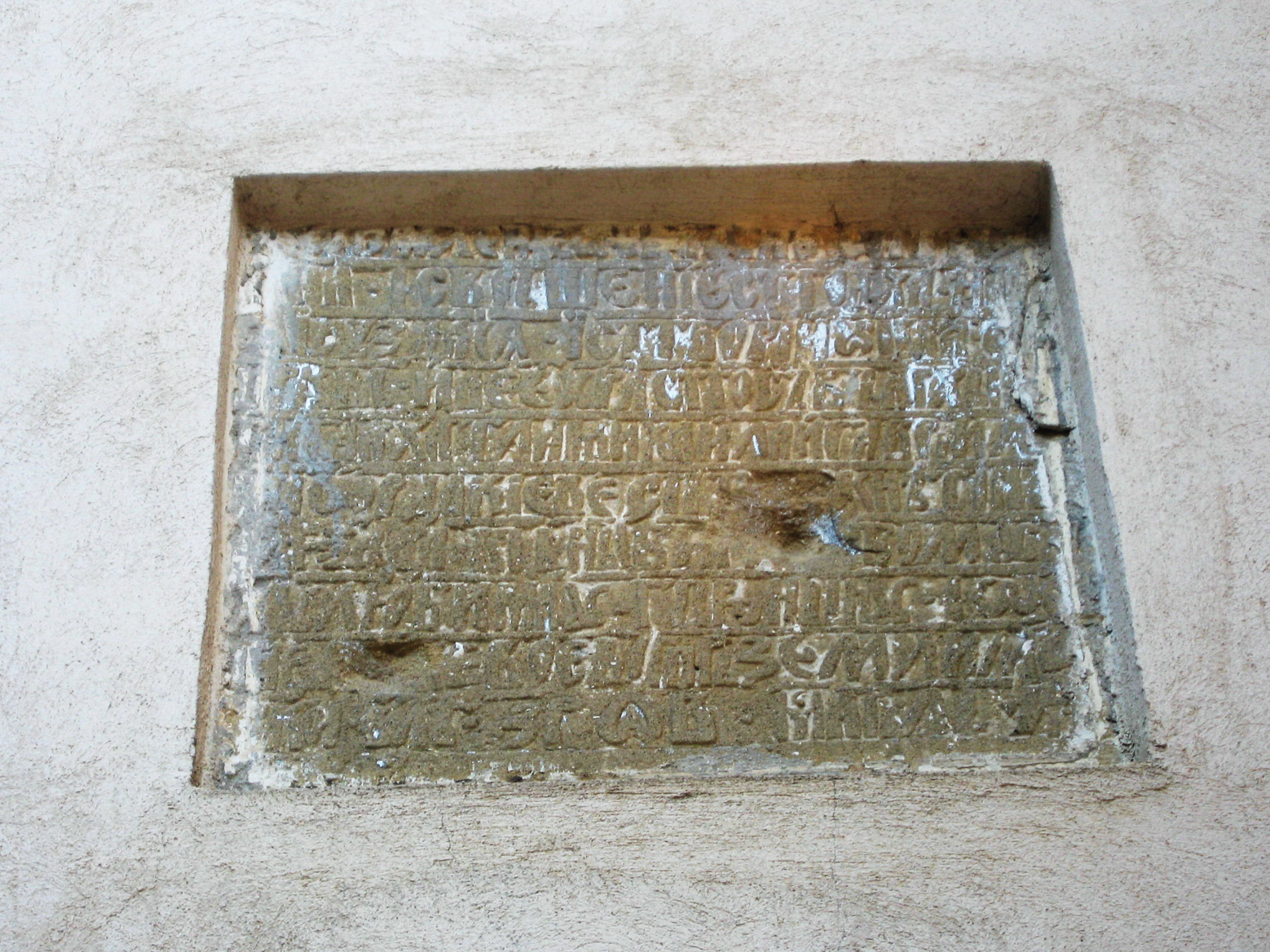
Pisania